# Autor! Autor!
Autor! Autor! ( în engleză Author! Author! ) este un film din 1982 regizat de Arthur Hiller, pe un scenariu scris de Israel Horovitz, fiind în mare parte autobiografic. Din distribuție fac parte Al Pacino, Dyan Cannon și Tuesday Weld.
Ivan Travalian este un newyorkez de aproape 42 de ani, fericit că a reușit să demareze repetițiile pentru prima sa piesă montată pe Brodway. Aflat în febra pregătirilor, Ivan este înștiintat de către soția sa, Gloria, că părăsește căminul conjugal din Greenwich și că îi lasă în grijă cei cinci copii (aceștia din urmă provenind din patru căsătorii anterioare, ale celor doi soți).
Punând la punct producția piesei, împreună cu producătorul și regizorul acesteia, rescriind cel de-al doilea act și încercând să își petreacă timp și cu amanta sa, Alice Detroit, Travalian înțelege că cea mai importantă îndatorire a sa este să își țină familia unită, chiar dacă această familie nu se înscrie în structurile convenționale.
- Nominalizat la Premiul Globul de Aur pentru Cel mai bun actor (muzical/comedie) - Al Pacino.